# Callitris rhomboidea
Callitris rhomboidea — вид хвойних рослин родини кипарисових.

## Поширення, екологія
Країни проживання: Австралія (Новий Південний Уельс, Квінсленд, Південна Австралія, Тасманія, Вікторія). Зазвичай зустрічається у відкритому рідколіссі в гірських районах, й на прибережних пустках і в прибережних районах.

## Морфологія

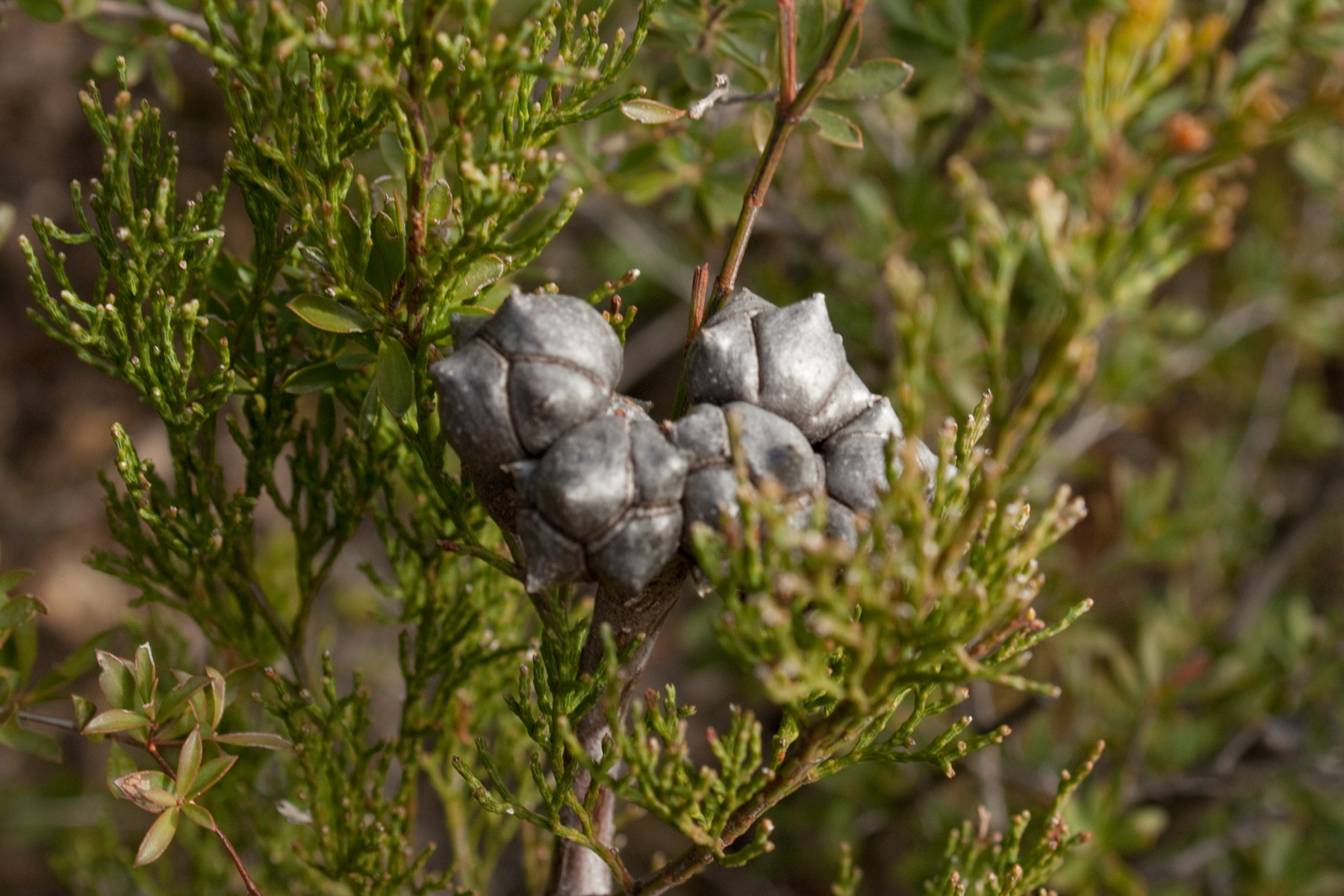
Шишка

Невелике дерево 9–15 м заввишки, діаметр 29–44 см, з вузькими, щільними гілками. Листки яскраво-зелені або сірувато-зелені, 2–3 мм завдовжки. Жіночі шишки зазвичай кластерні на плодоніжках, лишаються довго після дозрівання, від кулястих до приплюснуто-кулястих, діаметром 8–20 мм, сіро-коричневі. Насіння темно-коричневе, округле, невелике, з 2 дуже вузькими крилами.

## Використання
Терміто- і гнило- стійка деревина локально використовувалася для огорож в деяких областях.

## Загрози та охорона
Чисельність знизилася в деяких частинах ареалу в результаті конвертації землі для сільського господарства й скотарства. Вид також показав деяку схильність до ураження Phytophthora cinnamomi в таких областях. Цей вид відомий з ряду ПОТ у всьому ареалі.